# Georg Carl Berendt
Georg Carl Berendt (ur. 13 lipca 1790 w Gdańsku, zm. 4 stycznia 1850) – gdański lekarz, przyrodnik, kolekcjoner inkluzji roślinnych i zwierzęcych w bursztynie bałtyckim .

## Życiorys
Wykształcenie medyczne zdobywał na uczelniach Królewca i Berlina, a następnie pracował jako lekarz w Gdańsku . Był też dyrektorem Towarzystwa Przyrodniczego w Gdańsku . Twórca dużej (ponad 4 tysiące bryłek bursztynu) kolekcji inkluzji organicznych w bursztynie bałtyckim zachowanej do dziś, głównie w zbiorach Muzeum Historii Naturalnej w Berlinie, a w mniejszej mierze w Muzeum Historii Naturalnej w Londynie . Okazy z tej kolekcji udostępnił specjalistom zajmującym się różnymi grupami stawonogów i roślin i zostały one opracowane w kilku monografiach, zwykle przy współautorstwie Berendta . W konsekwencji Berendt został współautorem odkryć szeregu nowych taksonów kopalnych roślin, np. Enantioblastos Goeppert & Berendt, 1845 oraz stawonogów, np. Acarus rhombeus Koch & Berendt, 1854, Pycnochelifer kleemanni (Koch & Berendt, 1854), Protepiptera reticulata (Germar & Berendt, 1856), 10 gatunków pluskwiaków. Z kolei jego nazwiskiem nazwano kopalną rodzinę chrząszczy eoceńskich Berendtimiridae Winkler, 1987, a w jej obrębie także rodzaj Berendtimirus.

## Dzieła Berendta
- Berendt G.C., 1830. Die Insekten im Bernstein. Gdańsk.
- Goeppert H.R. & Berendt G.C., 1845. Der Bernstein und die in ihm befindlichen Pflanzenreste der Vorwelt. Nicolaische Buchhandlung, Berlin, s. 125.
- Koch C.L. & Berendt G.C., 1854. Die im Bernstein befindlichen Crustaceen, Myriapoden, Arachniden und Apteren der Vorwelt. Edwin Groening, Berlin, s. 124.
- Germar E. F. & Berendt G. C., 1856. Die im Bernstein befindlichen Hemipteren und Orthopteren der Vorwelt. Nicolaische Buchhandlung, Berlin, s. 40.